# Heathrow Airport Limited
Heathrow Airport Limited è il nome assunto dalla British Airports Authority (BAA) plc nel 2013 ed è una delle maggiori società di gestione aeroportuale britanniche. Controlla alcuni dei maggiori aeroporti del Regno Unito, tra cui Heathrow. Appartiene a un consorzio di imprese del settore fra le quali spicca la partecipazione della società spagnola Ferrovial. Ha sede a Londra.

## Attività

### Aeroporti gestiti da BAA
- Aeroporto di Aberdeen-Dyce
- Aeroporto di Edimburgo
- Aeroporto di Glasgow
- Aeroporto di Londra-Heathrow
- Aeroporto di Southampton

### Venduti
- Aeroporto di Edimburgo[1]

La vendita di uno degli aeroporti tra Edimburgo e Glasgow (EDI/EGPH) è frutto di una decisione della Competition Commission.
- Aeroporto di Londra-Gatwick[1][2]

### Aeroporti esteri
- Aeroporto di Napoli-Capodichino (Italia), fino al 2010 BAA era azionista di maggioranza di GESAC, società di gestione dell'aeroporto.

### Retail management
- Aeroporto Internazionale di Baltimora-Washington
- Aeroporto Internazionale Generale Edward Lawrence Logan
- Aeroporto Internazionale di Pittsburgh